# Matsumoto Yamaga F. C.
El Matsumoto Yamaga F. C. (松本山雅フットボールクラブ Matsumoto Yamaga Futtobōru Kurabu?) es un club de fútbol situado en Matsumoto, en la prefectura de Nagano (Japón).
Fue fundado en 1965 y desde la temporada 2022 juega en la J3 League.

## Historia

### Primeros años (1965-2004)
El equipo fue fundado en 1965 por un grupo de futbolistas aficionados de la prefectura de Nagano y en un principio se llamó Yamaga Football Club, en referencia a una cafetería cercana a la estación de tren de Matsumoto donde los jugadores se reunían. Durante varios años fue uno de los contendientes más fuertes de la liga regional de Hokushin'etsu, proclamándose campeón en 1985 y subcampeón en las ediciones de 1979 y 1989.
El club experimentó un cambio notable en la década de 2000, con la inauguración del estadio de Matsumoto. En un principio estaba previsto que sirviera para la Copa Mundial de Fútbol de 2002, pero al establecerse una organización conjunta con Corea del Sur, Matsumoto dejó de ser una posible sede y solo se utilizó para sesiones de entrenamiento.

### Matsumoto Yamaga (2005-actualidad)
Para que no cayera en desuso, la ciudad desarrolló un plan para profesionalizar la entidad y la organización sin ánimo de lucro Alwin Sports Project tomó el control. El club modificó su nombre en 2004 por el de Matsumoto Yamaga F. C. y se marcó la meta de ascender a la Japan Football League (JFL). Además, consolidó una sólida base de aficionados.
En 2009, ganó la Copa Nacional Amateur Japonesa y pudo jugar la promoción de ascenso a la JFL, donde fue campeón. Ya en la tercera categoría, se convirtió en 2010 en "miembro asociado de la J. League" para poder optar a las categorías profesionales, y en la temporada 2011 subió a la J2 League al finalizar en cuarta posición. La plantilla dedicó el triunfo a su compañero Naoki Matsuda, que falleció ese mismo año a causa de un infarto. En su debut en competición profesional, el Matsumoto Yamaga terminó en decimosegunda posición. En 2014 fue subcampeón de la J2 League y obtuvo el ascenso directo a la primera división por primera vez en la historia. En 2015 finalizó la temporada decimosexto en la tabla general de la J1 League y descendió a la J2 League.

## Estadio

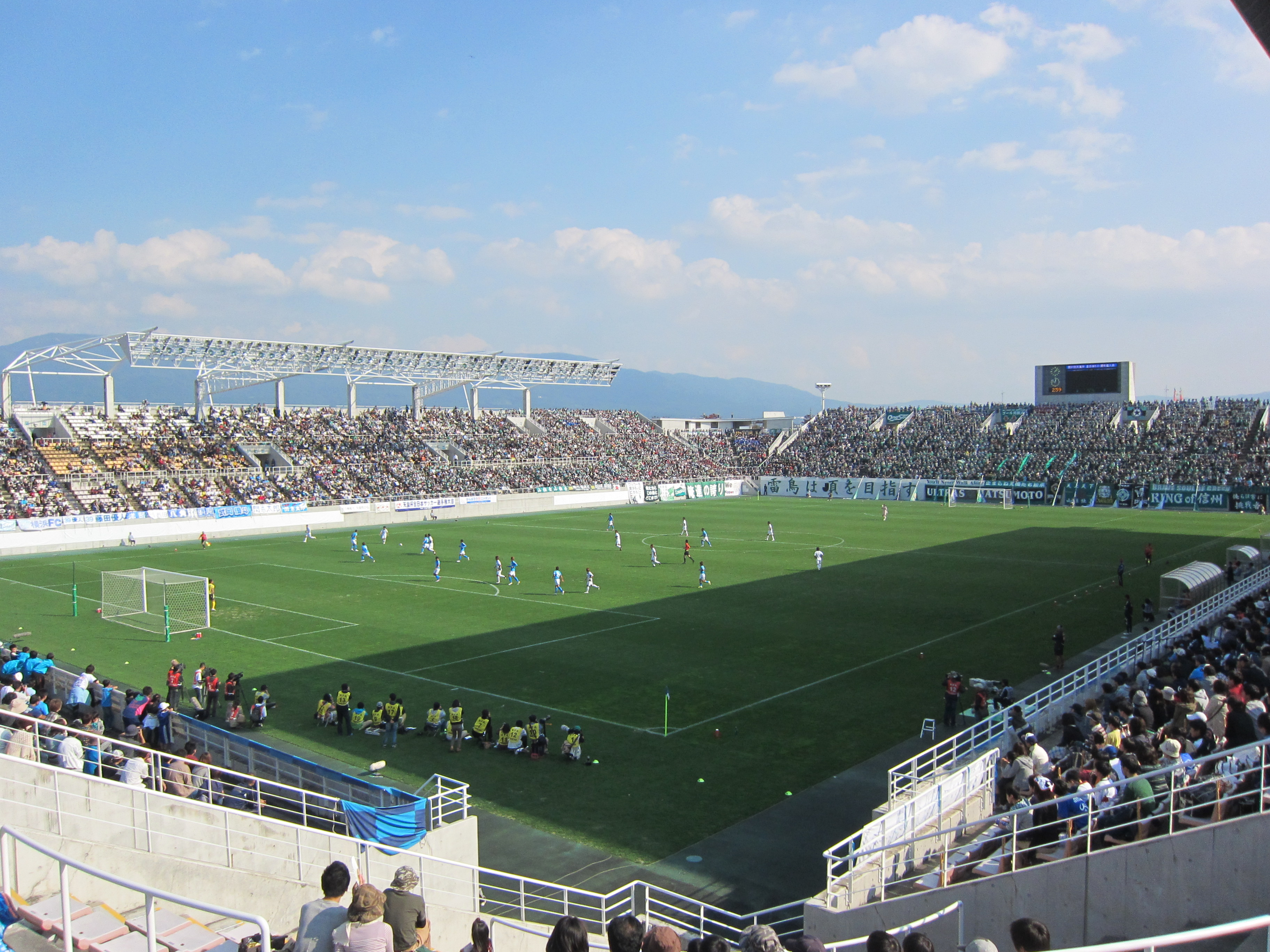
Interior del estadio Alwin.

El campo donde Matsumoto Yamaga disputa sus partidos como local es el Estadio de Matsumoto, también conocido popularmente como Alwin, un acrónimo de las palabras inglesas air (aire) y wind (viento). Cuenta con 20.396 localidades, de las cuales 16.000 son de asiento y el resto de pie. Solo la tribuna está parcialmente techada, los fondos se destinan para los grupos de animación. Fue inaugurado en 2001 y es un estadio específico de fútbol.
A nivel internacional, albergó durante la Copa Mundial de Fútbol de 2002 las sesiones preparatorias y algunos partidos amistosos de la selección de Paraguay. También acogió un encuentro de la Copa Kirin 2007 entre Colombia y Montenegro.

## Jugadores

### Números retirados
- 12

## Entrenadores
| Entrenador         | País  | Periodo |
| ------------------ | ----- | ------- |
| Keiju Karashima    | Japón | 2005-07 |
| Hideo Yoshizawa    | Japón | 2008-11 |
| Yoshiyuki Kato     | Japón | 2011    |
| Yasuharu Sorimachi | Japón | 2012-   |

## Rivalidades
Derbi de Shinshu
Este es el derbi que disputan los equipos pertenecientes a la antigua provincia de Shinano o Shinshu que actualmente corresponte a la prefectura de Nagano, enfrentando a los clubes más importantes de la prefectura, el Matsumoto Yamaga y el Nagano Parceiro.
Derbi de Koshin
Derbi entre clubes de la región de Koshinetsu, el Ventforet Kofu representando a la prefectura de Yamanashi y el Matsumoto Yamaga representante de Nagano.
Cima de los Alpes del Norte
Los enfrentamientos entre Matsumoto Yamaga, Kataller Toyama y FC Gifu se denominan la cima de los Alpes del Norte (TOP OF 北アルプス). Los Alpes del Norte significan las montañas Hida que conforman una cadena montañosa japonesa que bordea las prefecturas de Nagano, Toyama y Gifu. El Matsumoto Yamaga y el Kataller Toyama fueron los miembros fundadores de la liga regional de Hokushinetsu en 1975.

## Palmarés
- J2 League (1): 2018
- Subcampeón (1): 2014
- Copa Nacional Amateur Japonesa (1): 2009
- Liga Japonesa de Ascenso (1): 2009
- Liga Regional de Hokushinetsu Division 1 (2): 1985, 2007
- Liga Regional de Hokushinetsu Division 2 (1): 2005
- Copa de la Prefectura de Nagano (7): 1997, 2006, 2008, 2009, 2010, 2011, 2022
- Subcampeón (1): 2007